# Spoorlijn 248
Spoorlijn 248 was een Belgische industrielijn in Piéton en een aftakking van spoorlijn 112 (Marchienne-au-Pont - La Louvière-Centrum). De lijn liep naar de Fosse 17 / Bois-des-Vallées en was 0,3 km lang. De lijn heeft ook het nummer 112B gehad. 

## Aansluitingen
In de volgende plaats was er een aansluiting op de volgende spoorlijn:
Y Bois-des-Vallées
Spoorlijn 112 tussen Marchienne-au-Pont en La Louvière-Centrum